# Brevicornu proximum
Brevicornu proximum är en tvåvingeart som först beskrevs av Rasmus Carl Staeger 1840.  Brevicornu proximum ingår i släktet Brevicornu och familjen svampmyggor. Arten är reproducerande i Sverige. Inga underarter finns listade i Catalogue of Life.